# 66 до н. е.

## Події
- Консули : Луцій Волкацій Тулл і Маній Емілій Лепід
- За пропозицією Манілія Помпей отримує необмежену владу над східними провінціями. Лукулл повертається до Риму. Цезар — доглядач Аппієвої дороги, витратив на неї багато грошей. Перша змова Луція Сергія Катіліни за підтримки Цезаря і Марка Ліцинія Красса.
- Перемога Помпея над Мітрідатом в битві при Дастірі. Мітрідат втікає до Колхіди .
- Нищівна поразка понтійської армії при Нікополі від Помпея .
- Тигран Молодший, син Тиграна II, втікає в Парфію до царя Фраата III. Фраат вторгається до Вірменії і тримає в облозі Арташат, але невдало. Після відходу Фраата Тигран розбиває Тиграна Молодшого, який звертається за допомогою до Помпея. Римське військо з'являється у Вірменії. Тигран змушений йти на угоду з Помпеєм.

## Померли
- Гай Ліциній Макр — давньоримський політик, історик-анналіст.